# Schimborn

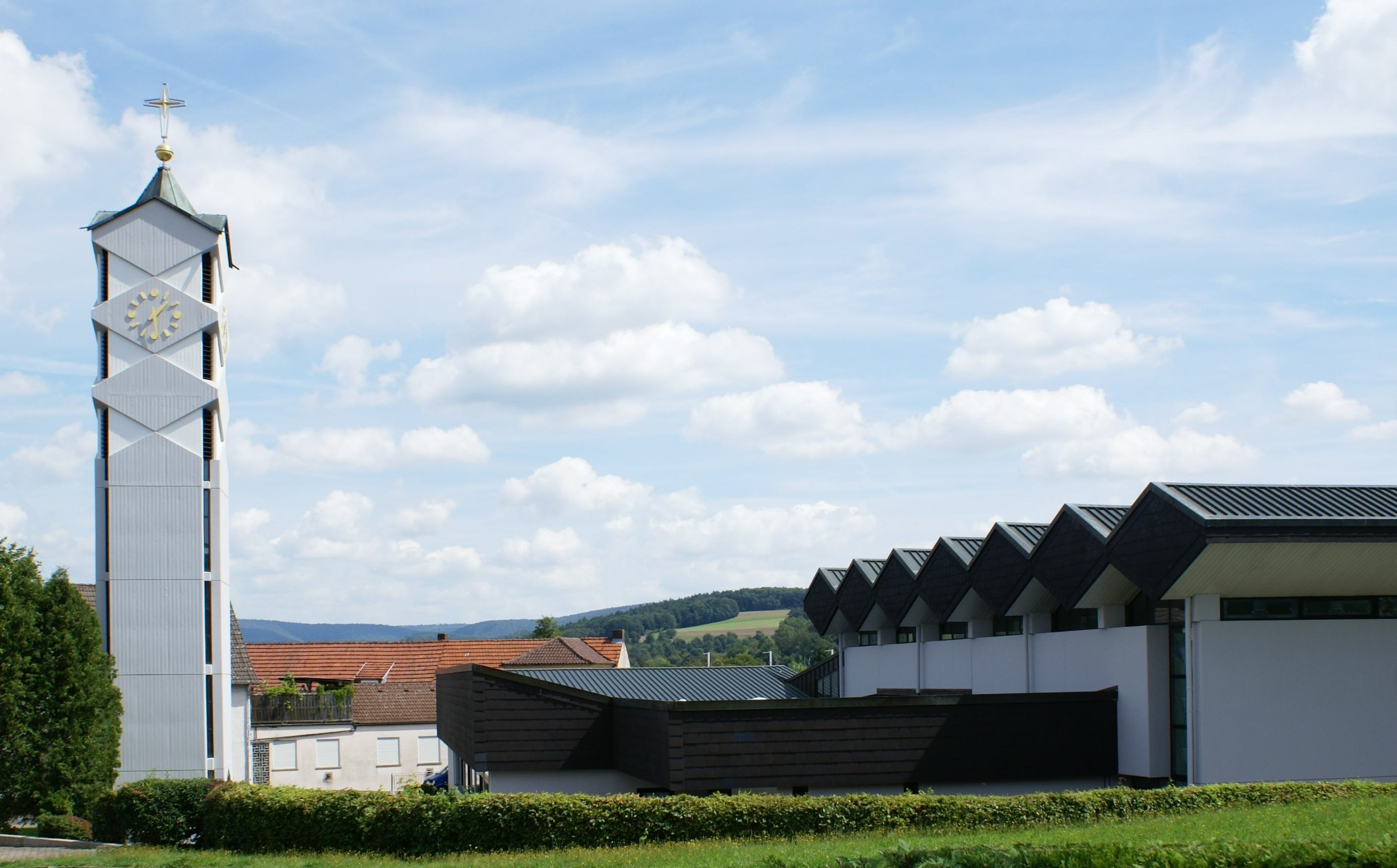
Die neue Kirche St. Jakobus der Ältere; links der Glockenturm, rechts das Kirchenschiff

Schimborn ist ein Gemeindeteil des Marktes Mömbris im unterfränkischen Landkreis Aschaffenburg in Bayern.

## Geographie
Das Pfarrdorf Schimborn liegt im Vorspessart links und rechts des Flusses Kahl im mittleren Kahlgrund, zwischen Mömbris und Kaltenberg an der Staatsstraße 2305. Durch den Ort verlaufen der Degen-Weg, der Fränkische Marienweg und der Kahltal-Spessart-Radweg. Der topographisch höchste Punkt der Dorfgemarkung befindet sich am Glasberg, westlich des Ortes mit 318 m ü. NHN (Lage), der niedrigste liegt an der Mündung des Reichenbaches in die Kahl auf 169 m ü. NHN (Lage).

### Nachbargemarkungen
Folgende Gemarkungen grenzen an das Ortsgebiet von Schimborn:
| Mömbris | Krombach                                    | Königshofen an der Kahl          |
|         | Kompassrose, die auf Nachbargemeinden zeigt | Kleinblankenbach (mit Erlenbach) |
| Daxberg | Wenighösbach                                | Feldkahl                         |

## Name
Der Name Schimborn leitet sich der Überlieferung nach ab:
- von Schimmernder Born, also einem Brunnen, der auffallend glänzt, den es aber nicht mehr gibt oder
- von Schimmel am Born, was aber eher als unwahrscheinlich angesehen wird.

Im Eppsteiner Lehensverzeichnis von 1190 wird Schimborn mit Schoneburnen = schöner Brunnen erwähnt. Darunter ist die einzige bequem zugängliche, praktische Tränkestelle für Mensch und Tier im Kahlgrund zu verstehen. Diesen Brunnen gibt es noch, es ist das Gemeine Börnchen (Born für die Allgemeinheit) unweit des Gasthauses Rose, allerdings von der Staatsstraße 2305 überbaut. Im Kahlgründer Dialekt wird der Ort heute Schimmern genannt.
Die Einheimischen wurden in der Umgebung oft „Schimmerner Woanze“ genannt, wobei der mundartliche Ausdruck „Woanze“ möglicherweise von dem blutsaugenden Insekt „Wanze“ abzuleiten ist.

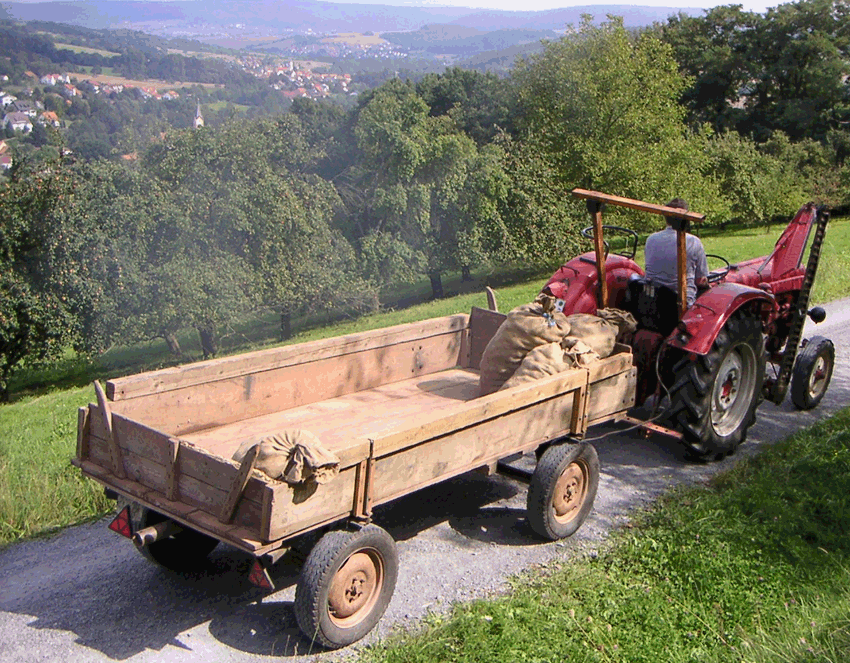
Apfelernte in Schimborn

## Geschichte
Das Dorf wurde im Eppsteinschen Lehensverzeichnis im Jahr 1190 erstmals urkundlich erwähnt. Nach dem Dreißigjährigen Krieg, als es gänzlich verwüstet war, bauten es die Familien Glaab und Rosenberger wieder neu auf.
Die Industrie in Schimborn bestand früher im Wesentlichen aus der Tabakverarbeitung und der Herstellung von Apfelsaft und Apfelwein.

Während die Tabakindustrie mittlerweile verschwunden ist, ist Schimborn nach wie vor von vielen Apfeläckern umgeben – verfügt fast jede Familie über mindestens einen solchen. Ende September sind dort ständig Leute anzutreffen, die ihre Äpfel brechen (für den Verzehr pflücken) oder lesen (Aufsammeln von Fallobst).
Die Gemeinde gehörte zum Bezirksamt Alzenau, das am 1. Juli 1862 gebildet wurde. Dieses wurde am 1. Januar 1939 zum Landkreis Alzenau in Unterfranken. Mit dessen Auflösung kam Schimborn am 1. Juli 1972 in den neu gebildeten Landkreis Aschaffenburg.
Am 1. Januar 1972 wurde die bis dahin selbstständige Gemeinde Königshofen an der Kahl nach Schimborn eingemeindet. Beide Dörfer wurden am 1. Mai 1978 im Zuge der Gebietsreform in Bayern nach Mömbris eingemeindet.

## Weiler und Höfe

### Kaltenberg und Steinhof
In Kaltenberg stand die Zehntscheuer des Bezirks, Die Zehnt vor dem Spessart. Auch wurde an diesem Ort schon in frühester Zeit Landgericht gehalten, ab 1650 hatte der Oberschultheiß hier seinen Sitz. Kaltenberg wurde 1950 nach Schimborn eingemeindet und ging 1978 mit Schimborn an den Markt Mömbris über.

### Hauhof

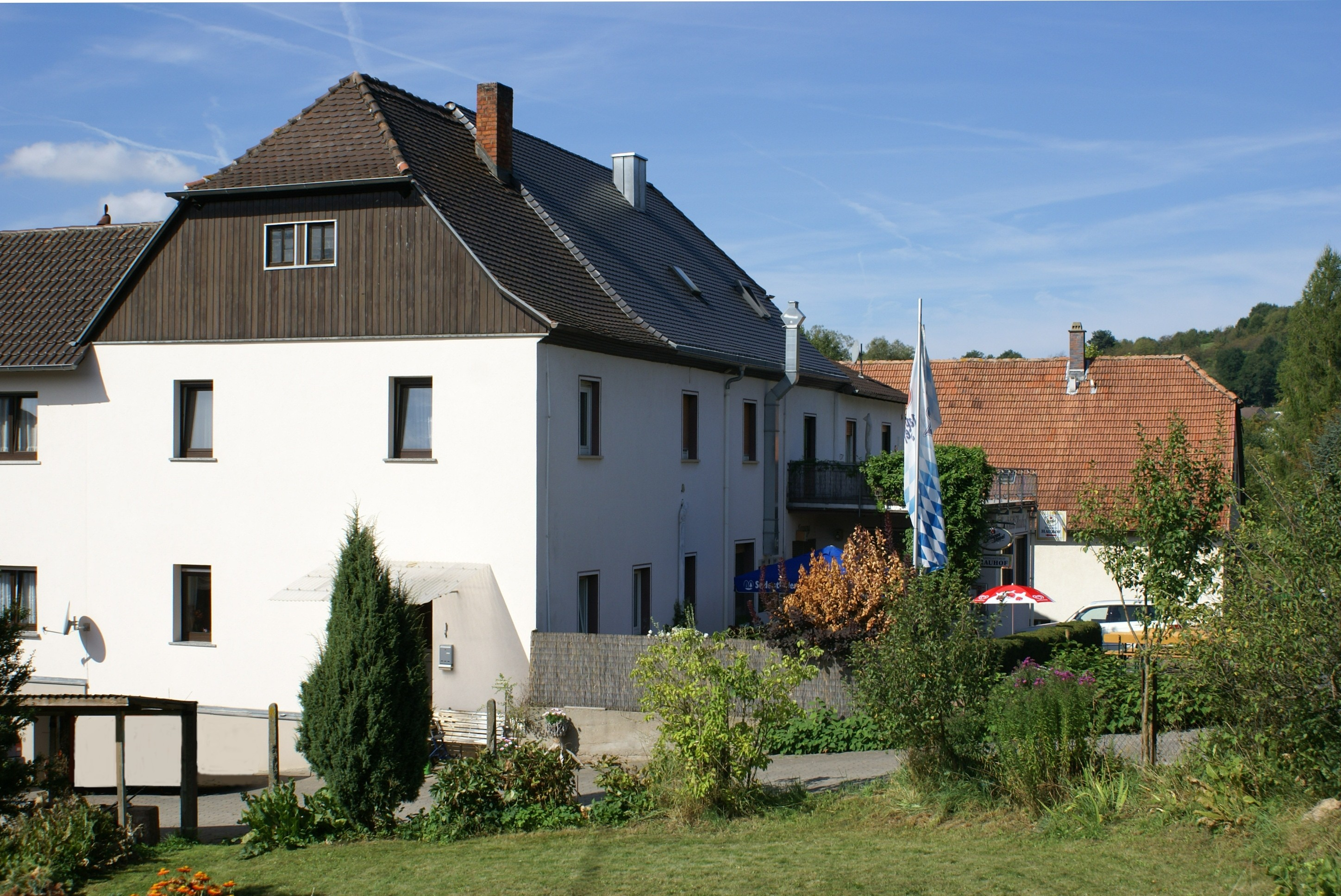
Der Landgasthof Hauhof befindet sich am Kahltal-Spessart-Radweg zwischen Schimborn und Königshofen

Schon 1594 war auf der Pfinzing-Karte der Hof eingezeichnet und als Hawenhof erwähnt. 1650 soll ein Johannes Glaab (Klaib), genannt Fuhrhannes, der als Knecht auf dem Hauhof gedient und Kriegsdienste geleistet hatte, nach geschlossenem Frieden den menschenleeren Ort Schimborn zusammen mit seinem Kriegskameraden Peter Rosenberger wieder aufgebaut haben. Der Hauhof war einst kurmainzische und königlich bayerische Staatsdomäne. Heute ist er ein beliebtes Ausflugsziel mit Gaststätte und Pension.

## Bürgermeister der Gemeinde Schimborn
- Um 1536 und 1545 wurde Hanß Burger in einem Schriftstück des Kurfürstentums Mainz als Schultheiß von Schimborn genannt. Er war zugleich Besitzer der Burgersmühle
- Hanß Weber, der 1568 und 1574 als Schultheiß genannt wird, hatte seinen Wohnsitz in Kaltenberg. Er war der Verwalter der Zehentscheuer
- 1586 wurde Hanß Reußing als Müller und Schultheiß erwähnt
- Von 1690 bis 1710 war Peter Rosenberger, Sohn des Wilhelm Rosenberger aus Urspringen bei Marktheidenfeld, der den Ort nach dem Dreißigjährigen Krieg neu gründete, Dorfschultheiß.
- Ihm folgten Henrich Rosenberger 1721, Sebastian Glab von 1737 bis 1747, darauf Conrad Glab 1748, Johann Henrich Glab 1750 und Hanß Peter Glab 1757.
- Von 1772 bis 1786 wurde Conrad Glab Schultheiß, unter dessen Amtszeit in Schimborn eine Schule gebaut wurde.
- Ab 1809 waren mit der Bezeichnung Maire Hans-Jörg Bergmann, Sebastian Rosenberger, Joseph Bischoff, Balthasar Brückner und Joan Adam Glab tätig.
- Von 1838 bis 1852 war Joan Joseph Brückner Gemeindevorsteher; es wurden in dieser Zeit die Hausnummern eingeführt und das Schulhaus erweitert
- Ihm folgte Balthasar Glaab, der von 1852 bis 1875 im Amt war. Die alte Schimborner Kirche wurde gebaut.
- Der Landwirt Ignaz Remetter war von 1876 bis 1893 Bürgermeister. Seine wichtigste Amtshandlung war die Vollendung des Kirchenbaus und des Friedhofs an der Marienstraße
- 1894 bis 1900 war der Gastwirt Franz Brückner Bürgermeister. Er setzte sich für den Schulhausneubau ein und es entstand eine Zigarrenfabrik im Ort
- Hieronymus Rosenberger der von 1900 bis 1919 dem Ort vorstand, wurde per Losentscheid zum Bürgermeister bestimmt
- Anton Brückner regierte von 1919 bis 1926 in Schimborn; während seiner Amtszeit wurde elektrisches Licht eingeführt.
- Ihm folgte Joseph Glaab von 1927 bis 1930, der schon 72 Jahre alt war, als er Bürgermeister wurde
- Von 1930 bis 1945 war Theodor Glaab im Amt
- Er wurde durch Josef Hartmann abgelöst, der von 1945 bis 1948 als erster Nachkriegsbürgermeister eingesetzt war.
- Von 1948 bis 1952 leitete Adolf Wissel die Gemeinde. Er richtete eine Gemeindekanzlei im Schulhaus ein
- Für den Bau einer Wasserleitung und den Ortsstraßenbau setzte sich Karl Rosenberger ein, der von 1952 bis 1956 den Bürgermeisterposten innehatte
- Von 1956 bis 1966 war Otto Brückner im Amt, unter ihm wurde eine neue Volksschule und eine Kapelle gebaut
- Als letzter Bürgermeister der Gemeinde fungierte Eduard Glaab von 1966 bis 1978. Während seiner Amtszeit wurden eine Turnhalle errichtet, ein neuer Friedhof samt Leichenhalle geschaffen, ein Feuerwehrhaus gebaut, Bauland umgelegt und das alte Schulhaus zum Rathaus umfunktioniert

## Wirtschaft und Infrastruktur

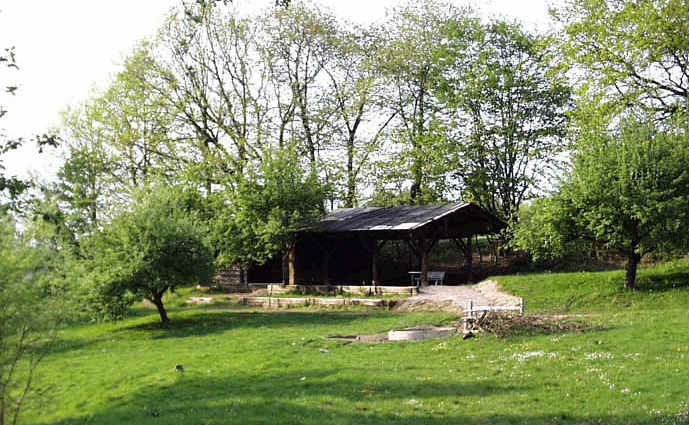
Zeltplatz in Schimborn

### Verkehr
- Schimborn stellt gewissermaßen das Tor zum Kahlgrund dar, da jeder, der von der Ausfahrt 61 (Hösbach) der A 3 kommt, unweigerlich Schimborn berührt, gleich, welche Richtung er danach einschlägt.
- Die Autobahn A 3 (ca. 9 km entfernt) führt nach Frankfurt am Main (etwa 40 km entfernt) und Würzburg (etwa 80 km entfernt).
- In Schimborn beginnt die Staatsstraße 2307, die über Hösbach-Bahnhof bis nach Straßbessenbach führt.
- Schimborn verfügt über einen Haltepunkt an der Bahnstrecke Kahl–Schöllkrippen.
- Durch den Ort führt die Staatsstraße 2305. Derzeit findet eine kontroverse Diskussion über mögliche Trassen zur Entlastung des Ortskerns statt, die jedoch alle keine eindeutige Mehrheit finden. Die in einer Bürgerbefragung von ca. 53 % der Beteiligten (Wahlbeteiligung ca. 56 %) favorisierte Komplettumgehung (Südtrasse) konnte wegen der enormen Kosten von 18 Millionen Euro, gegenüber der Nordtrasse mit Kosten von 8 Millionen Euro nicht realisiert werden. Als Alternative wird in den nächsten 3 Jahren ab 2016 bis 2018 die Ortsdurchfahrt Schimborn für 8,1 Millionen Euro ausgebaut.

## Bildung, Kultur und Sehenswürdigkeiten

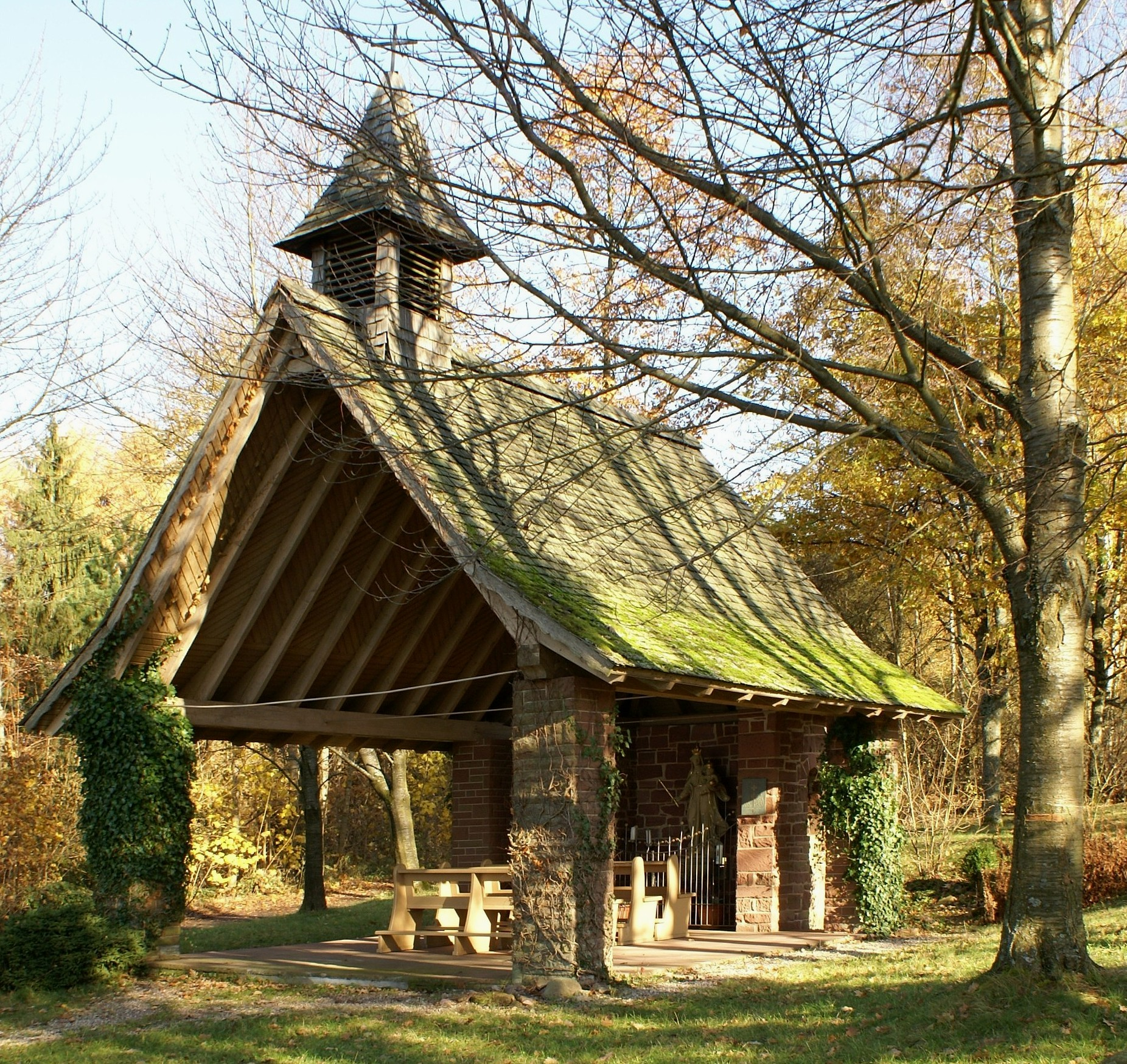
Kapelle Maria im Aufgang bei Schimborn

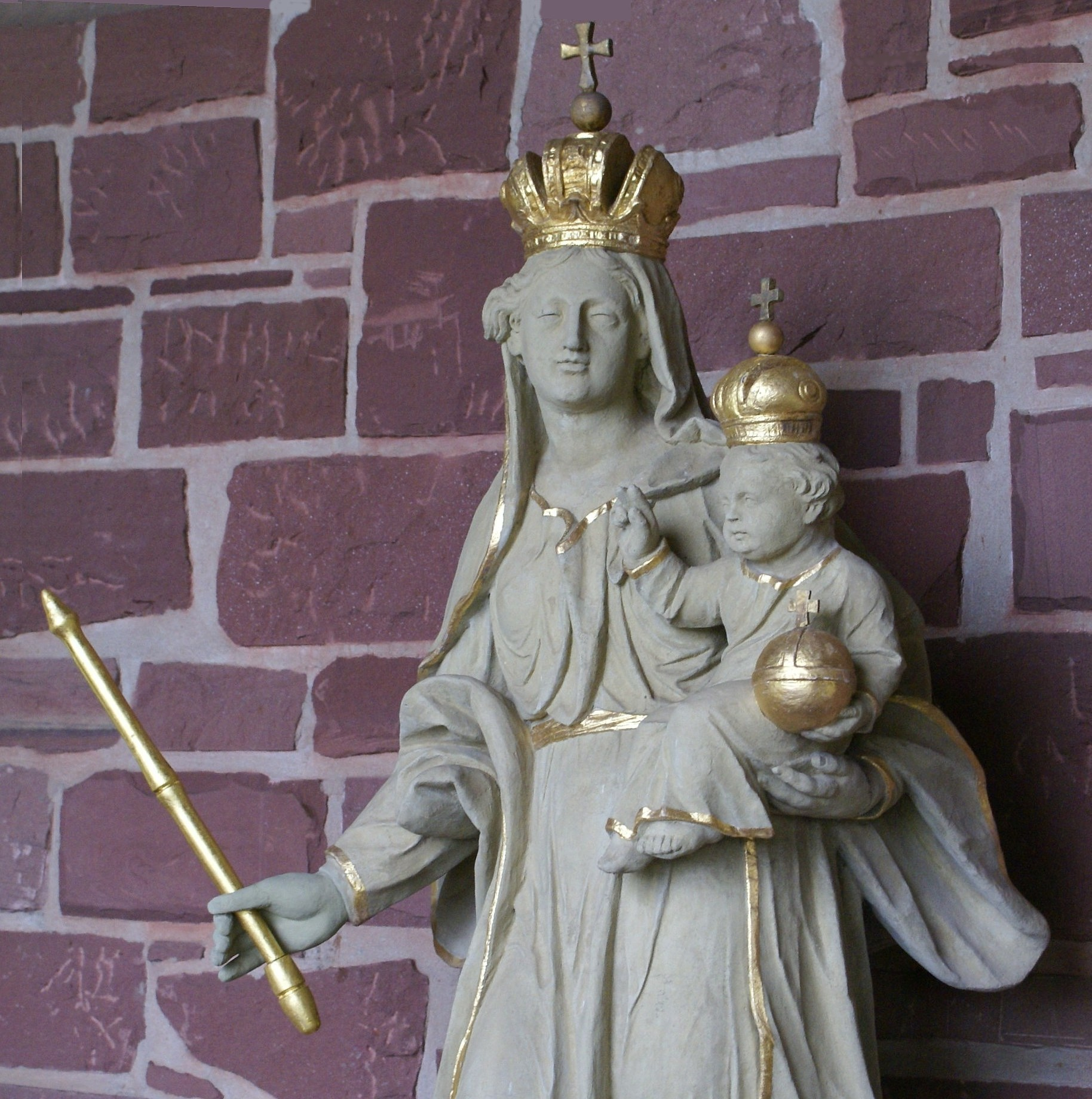
Statue der Madonna mit Kind in der Kapelle Maria im Aufgang (Teilansicht)

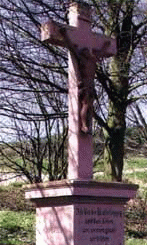
Wegkreuz auf dem Glasberg

### Kirchliche Einrichtungen
- Alte Kirche St. Jakobus der Ältere
- Neue Kirche St. Jakobus der Ältere[8]
- Alte Kapelle Maria am Weg
- Neue Kapelle Maria im Aufgang
- Wegkreuz am Glasberg Richtung Daxberg

### Vereine
Der Spielmanns- und Fanfarenzug e. V. Schimborn wurde 1954 als Abteilung der Sportgemeinde gegründet. Er ist seit 1976 über dreißig Mal Bayerischer Landesmeister in verschiedenen Instrumentierungsklassen gewesen. 1989 war er in Berlin zweiter Preisträger beim Deutschen Laienorchester-Wettbewerb, 1991 zweimaliger Landesmeister von Baden-Württemberg, 1998 Deutscher Meister und 2006 zweimaliger Goldmedaillengewinner bei den „51. Rasteder Musiktagen“, dem größten Internationalen Wettbewerb dieser Art in Europa im Marching-Contest.

### Sehenswürdigkeiten
Der Bau der Alten Pfarrkirche St. Jakobus der Ältere in Schimborn wurde 1874 begonnen. An derselben Stelle standen schon zwei Vorgängerkirchen, vom 13. bis 16. Jahrhundert befand sich dort ein Kloster. Die Kirche wurde im gotischen Baustil errichtet und war ab 1975 nach dem Bau einer neuen Kirche nicht mehr benutzt worden. Nach der Gründung eines Vereins zur Erhaltung der alten Kirche 1985 konnte durch dessen Aktivität das Bauwerk vor dem Verfall gerettet werden. Im Jahr 2000 wurde die alte Pfarrkirche mit einer Altarweihe durch Weihbischof Helmut Bauer wieder ihrer kirchlichen Bestimmung zurückgegeben und dient seitdem als Gotteshaus für besondere Anlässe. Sie wurde mit einem gotischen Hochaltar, einem Zelebrieraltar, zwei Seitenaltären mit Fresken, einem Kreuzweg, einer Taufkapelle und einer aus lebensgroßen Figuren bestehenden Weihnachtskrippe ausgestattet.
Die Feldkapelle Maria im Aufgang wurde 1984 von Weihbischof Helmut Bauer seiner Heimatgemeinde gestiftet. Jedes Jahr an Maria Himmelfahrt, dem Weihetag der Andachtsstätte, werden eine Prozession und eine Gebetsandacht abgehalten.
Die Alte Schule wurde 1897 erbaut, diente später als Rathaus und beherbergt jetzt Proberäume für die örtlichen Vereine.
Das Kriegerehrenmal beider Weltkriege befindet sich vor dem alten Schulgebäude und der alten Pfarrkirche und wurde 1922 errichtet.

## Persönlichkeiten
- Sebastian Pfeifer (* 6. November 1898 in Schimborn; † 14. März 1982 in Frankfurt am Main) war ein deutscher Ornithologe.
- Helmut Bauer (* 18. März 1933 in Schimborn; † 5. Oktober 2024 in Würzburg), Weihbischof in Würzburg
- Hans Friedel (* 1. Oktober 1935 in Rauenzell; † 7. Januar 2018 in Mömbris), Oberlehrer, Heimatforscher, Chronist.
- Burkard Hufgard (* 7. April 1956 in Schimborn), ehemaliger Bundesliga-Schiedsrichter
- Roland Wagner (* 12. Juli 1964 in Schimborn), Kameramann
- Heiko Westermann (* 14. August 1983 in Wasserlos), ehemaliger Profifußballspieler und heutiger Fußballtrainer.

### Ehrenbürger
- Seit 12. Februar 1957 Hans Karl (* 1898 in Amorbach; † 1957 in Bad Dürkheim, 26 Jahre Lehrer in Schimborn).
- Seit 7. September 1973 Georg Schuhmacher (* 1898 in Königshofen an der Kahl; † 1974 in Königshofen an der Kahl, 26 Jahre Bürgermeister von Königshofen an der Kahl).

## Varia
- Der Wasserneck ist eine örtliche Sage.